# Xã Belfast, Quận Fulton, Pennsylvania
Xã Belfast (tiếng Anh: Belfast Township) là một xã thuộc quận Fulton, tiểu bang Pennsylvania, Hoa Kỳ. Năm 2010, dân số của xã này là 1.448 người.